# Alessandro Panajia
Alessandro Panajia is een Italiaans genealoog en een publicist die boeken en artikelen over adel en ridderorden heeft laten verschijnen.
In zijn studies gaat hij in op de tradities en geschiedenis van de Italiaanse adel en met name die in het vroegere Groothertogdom Toscane.
Professor Alessandro Panajia werd door de titulair Groothertog van Toscane, Aartshertog Sigmund van Habsburg-Lotharingen-Toscane opgenomen in zijn Orde van Sint-Jozef. Alessandro Panajia is "Cavalliere" of ridder.

## Publicaties
- Ordine del merito sotto il titolo di San Giuseppe, Edizioni ETS, Danilo Barsanti en Alessandro Panajia, Pisa 2000
- Teresa Teja Leopardi: Storia Di Una 'scomoda' Presenza Nella Famiglia Del Poeta, Alessandro Panajia en Giacomo Leopardi 2002
- Silvano Ambrogi (1929-1996): Per Sogghignare-- Con Brani Tratti Dall'inedito Il Novantino, Alessandro Panajia, Silvano Ambrogi en Milena Vukotic 2002
- Vittorio Alfieri a Pisa Alessandro Panajia en Vittorio Cian 2002
- Scene Da Un Matrimonio: Le Nozze Di Carlo E Teresa Leopardi, Alessandro Panajia, Teresa Teja Leopardi, Carlo Leopardi en Antonio Carradori de' Flamini 2002
- Image Una privata Conversazione: L'Accademia Roncioni E Vittorio Alfieri, Alessandro Panajia enAgostino Agostini 2001
- Il Canzoniere Di Maria Selvaggia Borghini Alessandro Panajia; Maria Selvaggia Borghini; Agostino Agostini 2001
- Elena Cini French: Dal Borgo Di San Michele Degli Scalzi Al Petit Cenacle Au Nido Di San Marcello Pistoiese 2000
- Documenti Inediti Conservati Presso L'Archivio Di Stato Di Firenze Alessandro Panajia z.j.
- Ordine del merito sotto il titolo di San Giuseppe: documenti inediti conservati presso l'Archivio di Stato di Firenze, Pisa, ETS, 2000
- Lettere Agli Amici Pisani: Felice Tribolati, Pasquale Landi, Alessandro D'Ancona, Alessandro Panajia, Teresa Teja Leopardi en Mario Curreli 1999
- Le Vie Dorate E Gli Orti: Il Soggiorno Di Leopardi a Pisa, Alessandro Panajia 1997
- Memorie Di Famiglia, Alessandro Panajia en Guglielmo Vezzosi 1994
- Secrets de cuisine. Nobili signore ai fornelli, Alessandro Panajia